# 普通乗車券

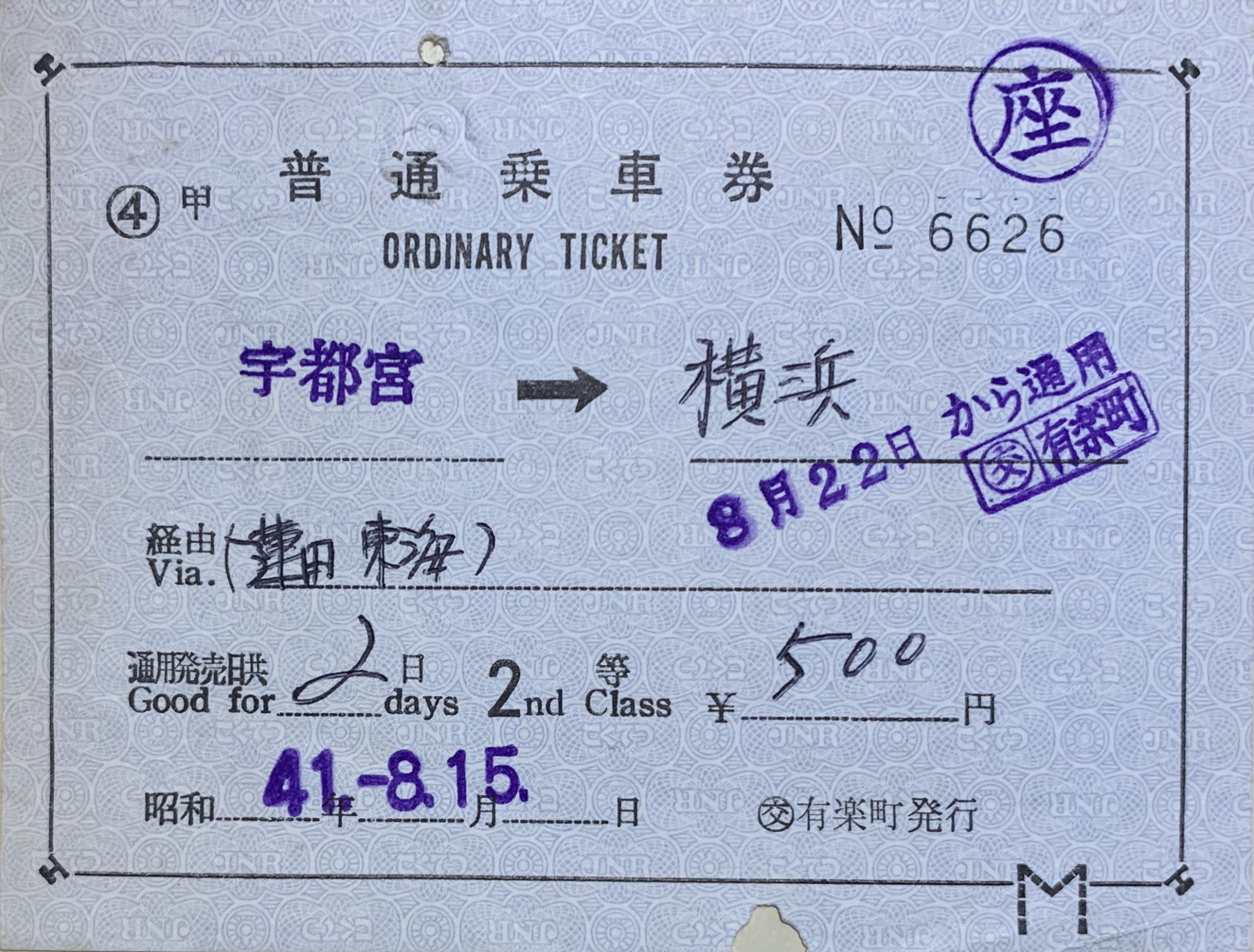
日本国有鉄道時代の普通乗車券の一例
（1966年）

普通乗車券（ふつうじょうしゃけん）とは、鉄道や高速バスなどの陸上交通機関の発行する乗車券の一種。

## 概要
交通理論では普通乗車券には複数の意味がある。
- 普通乗車券（Ordinary ticket）とは、標準的な賃率に基づく運賃により発券された乗車券をいう[1]。対義語は割引乗車券（Reduced ticket）[1]。
- 普通乗車券（Local ticket）とは、運送が同一鉄道上の路線のみに限られた乗車券（自線乗車券）をいう[2]。対義語は連帯乗車券（通し乗車券、Interline ticket）[1]。

なお、すべての鉄道会社・バス会社が「普通乗車券」という名称の乗車券を発行しているわけではない。また、「普通乗車券」という名称の乗車券を発行している場合でも普通乗車券の種類は異なる（JRの普通乗車券には片道乗車券・往復乗車券・連続乗車券、九州の高速バスネットワークの基山トランジットの普通乗車券には片道券・往復券・回数券がある）。
JRグループは2024年12月2日、2026年3月をもって「往復乗車券」と「連続乗車券」の発売を終了することを発表した。

## 普通乗車券を設ける企業・運輸連合

### 日本
- JR各社（鉄道）

### ドイツ
- RMV（バス・地下鉄・路面電車等の運輸連合）[6]

## JRの普通乗車券
JRでは原則として片道乗車券・往復乗車券・連続乗車券の3種類を指す。

### 片道乗車券
連続した区間を片道1回だけ乗車する場合に発券される普通乗車券。
以下の条件を満たすものであれば、どんなに長い経路でも発券が可能である。
- 折り返しによって複数回通る区間が無いこと（復乗禁止）
- 同様に、環状線では1周を超えないこと（一部の鉄道事業者を除く）
- 新幹線と在来線が別線区間になる場合においては、一周する手前の駅で打ち切って計算する。
- 市内特例により、中心駅からの乗車券のキロ数の計算になる場合、その重複区間も乗車可能である。ただし、6の字形乗車券、9の字形乗車券は発駅もしくは着駅が強制的に単駅指定になるため、そのようなことはできない
- 環状線1周を超える経路の片道乗車券の発券を禁止している鉄道事業者においては、片道乗車券で同じ駅を2度通ったり（着駅を除く）、途中で交差（交差地点に駅がない場合は除く）したりしてはならない。この場合、いわゆる「Lの字」「Oの字」「6の字」は発券可能だが、「9の字」「8の字」「α字」などは発券できない。

なお、JRで東京や大阪などの特定地区に発着する場合、その基準駅から100キロ、あるいは200キロを超える区間については、特別な計算規則がある。詳しくは特定都区市内を参照。
片道乗車券にはいくつかの種類がある。
1. 一般式片道乗車券
発駅と着駅の駅名が記載されたもの。補充券やマルス発行の切符などがこの形式。福井県のえちぜん鉄道など、ワンマン運転を行っている鉄道会社ではこの形式の切符を発行し、降車時における運転士の運賃確認の負担を軽減しているところもある。
2. 相互式片道乗車券
2つの駅名が記載され、どちらから乗ってもよい乗車券。
3. 地図式片道乗車券
路線図が印刷されていて、その範囲であればどの駅で降りてもよい乗車券。
4. 金額式片道乗車券
発駅から記載されている金額の区間であればどこで降りてもよい乗車券。主に近距離乗車券に用いられ、自動券売機で発売されているもっとも一般的な乗車券である他、マルス等の端末が常備されていない駅窓口において近距離用に準備されている。
また、チケットフリー式と呼ばれる乗車券は金額のみ記載されていて、有効期限内であれば購入した駅にかかわらず対象路線のどの駅からも利用可能で、入場した駅から記載されている金額の区間であればどこでも降りてもよい。日本では仙台市交通局（仙台市地下鉄）で導入されている。

### 往復乗車券
往路と復路の区間及び経路が同じ区間を往復1回ずつ乗車する場合に発券される普通乗車券。（ただし、行きの乗車券が片道乗車券の成立条件を満たしていても、それが6の字経路であった場合には、帰りの乗車券が9の字経路になってしまうので、往復乗車券としての発券は不可能である。）
往復乗車券の有効期間は、同じ区間・経路の片道乗車券の2倍になるのが一般的だが、近鉄のように、往路は片道乗車券の有効期間と同じで、復路のみ有効期間が2倍になる事業者もある。但し、JR線の新下関駅 - 博多駅に関わる場合は、「ゆき」「かえり」それぞれの合計である。
JR線において片道の営業キロ数が601キロ以上の場合は、「往復割引乗車券」として、「ゆき」「かえり」ともそれぞれ片道運賃から1割引した金額（10円未満は切り捨て）で発売される。そのため、片道の営業キロ数によっては、目的の駅よりも遠い駅まで余分に買ったほうが割安となる場合もある。
JR各社は、2026年3月に往復乗車券の発売を終了するとともに、往復割引も廃止する。

### 連続乗車券

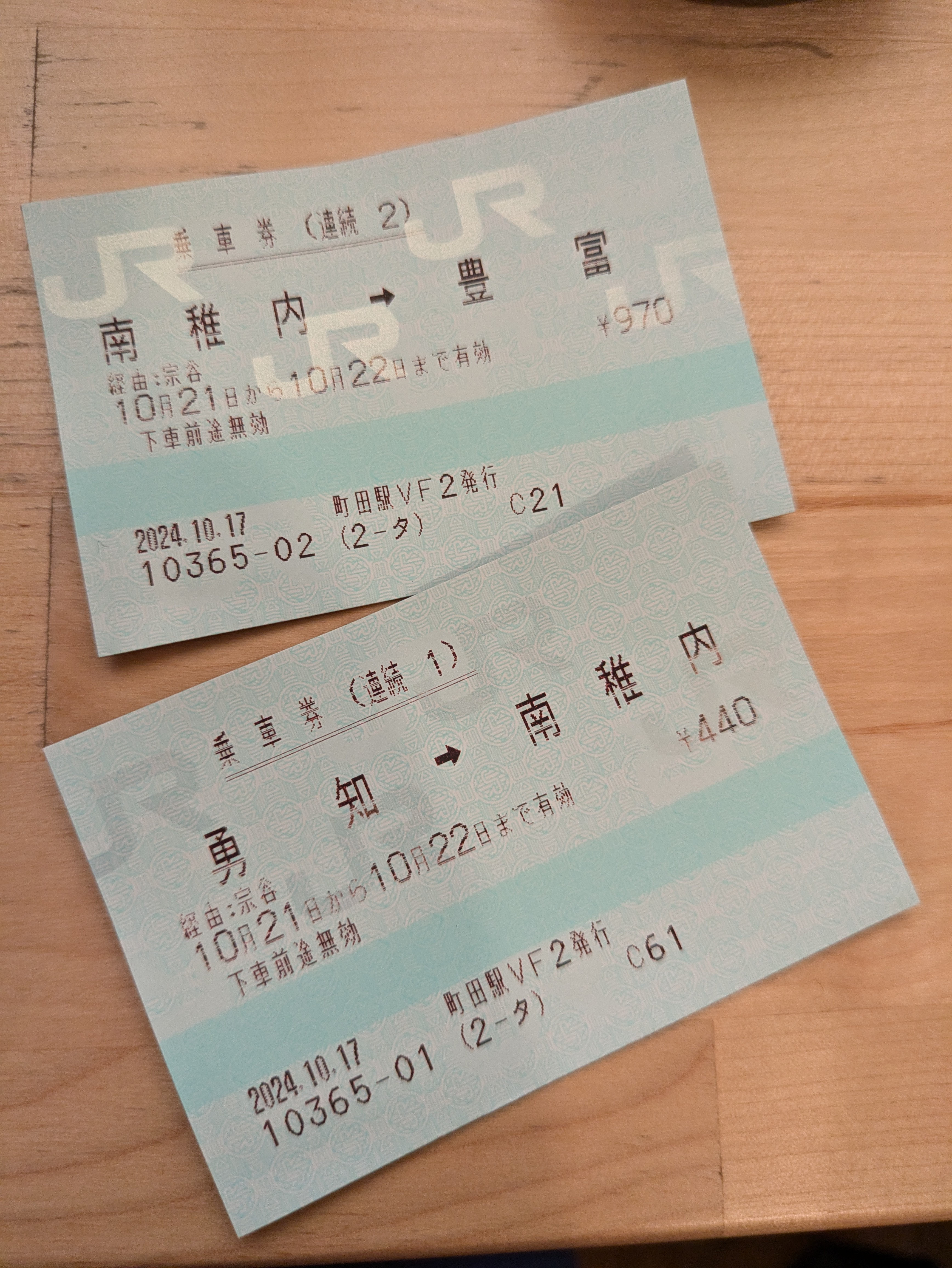
連続乗車券の一例（勇知→南稚内、南稚内→豊富：JR町田駅発行）

片道乗車券・往復乗車券の発券条件を満たさない連続した2区間をそれぞれ1回乗車する場合に発券される普通乗車券。具体的には、以下のような場合がある。
- 往路と復路の経路が一部だけ異なる場合（完全に同じ場合は往復乗車券、完全に異なる場合は環状線1周の片道乗車券にすることができる）。
- 途中で他の路線の駅に寄り道して、また元の路線に戻って先へ進む場合。
- 環状線1周を超える経路の片道乗車券の発券を禁止している鉄道事業者において、経路が環状線1周を超える場合（ちょうど1周の場合は往路と復路の経路が完全に異なる場合と同様）。なお、新幹線と在来線の別線区間において一周乗車券を作成する場合に限り、一周する手前の駅で打ち切り連続乗車券を発行する。
- 連絡運輸範囲外などの理由で乗車券が2枚必要。　例　十日町から豊野経由松本　松本から村井　飯山～長野間で北陸新幹線を利用しない場合、連絡運輸の範囲は松本駅までとなるため片道乗車券の最長の松本駅までで打ち切って2枚目の乗車券を発行するため連続となる

運賃の計算は、片道乗車券をそれぞれ発券した場合に等しく、計算上は片道2枚と同額である。しかし、切符の有効期限（後述）の日数や、払戻の手数料が1枚分で済む、学割での乗車券を発券する際に証明書が1枚ですむといった利点がある。以前は連続乗車券を往復に変更しても連続乗車券のままだったが、改定で往復乗車券への変更も可能となった。
JR各社は、2026年3月に連続乗車券の発売を終了する。

### 乗車券の有効期間
片道乗車券の有効期間は、JR線の場合、営業キロが100キロまでの乗車券または大都市近郊区間内のみの乗車券は発売当日のみ有効となる。101キロ以上の乗車券は2日間有効で201キロ以上400キロ以下の乗車券は3日間有効となり、以下200キロごとに1日を加える。なお、1キロ未満の端数は1キロに切り上げる。
| 営業キロ                | 有効期間 |
| ----------------------- | -------- |
| 100キロ以下             | 1日      |
| 101キロ以上200キロ以下  | 2日      |
| 201キロ以上400キロ以下  | 3日      |
| 401キロ以上600キロ以下  | 4日      |
| 601キロ以上800キロ以下  | 5日      |
| 801キロ以上1000キロ以下 | 6日      |

往復乗車券の有効期間は、JR線の場合、先述の通り片道乗車券の有効期間を2倍する（ただし、博多～新下関間に関わる往復乗車券の有効期間は、「ゆき」「かえり」それぞれの合計日数）。
連続乗車券の有効期間は、JR線の場合、それぞれの有効期間を足し合わせて計算する（例えば、片道乗車券に分割した場合、2日間有効と計算されるものと3日間有効と計算される連続乗車券の有効期間は2+3で5日間である。そのため、最初の乗車券を3日間使い、2つ目を2日間使うといった事が可能になる）。
なお、乗車中に有効期間を経過した場合でも、途中下車をしない限りは券面に表示された最終駅まで使用が可能である（継続乗車という）。

### 普通乗車券での途中下車
後戻りせずに何度でも途中下車（乗車券の発着区間内における着駅以外の駅で改札外に出ること）をし、再び列車に乗り継ぐことができる。
- ただし、以下に掲げる普通乗車券では、その発着区間内の各駅において途中下車できない。
  - 営業キロが片道100キロ以下の普通乗車券
  - 大都市近郊近郊区間内各駅相互発着の普通乗車券
- 特定都区市内又は東京山手線内を発着する普通乗車券を使用する場合において、その券面に表示された当該区域内にある各駅では途中下車はできない。

### 普通乗車券の発売
発売日及び発売範囲は以下の通り。
- 発売日：乗車当日。指定券と同時に購入する場合は、1ヶ月前から発売。
- 発売範囲：JRの駅では、その駅から有効となるものを発売。無人駅発の乗車券は、その無人駅に隣接する有人駅で発売。指定券と同時に購入する場合や、旅行会社等で購入する場合は、どの駅からのものでも発売。

### 普通乗車券の払い戻し
JRの普通乗車券は、手数料220円で払い戻しが以下のいずれかに該当する場合で可能。
- 使用開始前で有効期間内。
- 前売りの乗車券で有効期間開始日前。
- 使用開始後かつ有効期間内で乗車しない区間が1券片営業キロ100キロを超える場合。

### 特別企画乗車券
特別企画乗車券の中には休日おでかけパス、一日散歩きっぷ等のように普通乗車券と券面に記載されている乗車券が存在する。